# Басташићи
Басташићи су насељено мјесто у Босни и Херцеговини у Општини Какањ које административно припада Федерацији Босне и Херцеговине. Према попису становништва из 1991. у насељу је живјело 74 становника.

## Становништво
| Националност | 1991.       |
| Муслимани    | 67 (90,54%) |
| Хрвати       | 7 (9,46%)   |
| Укупно       | 74          |